# Septoria selenophomoides
Septoria selenophomoides är en svampart som beskrevs av E.K. Cash & A.M.J. Watson 1955. Septoria selenophomoides ingår i släktet Septoria och familjen Mycosphaerellaceae.   Inga underarter finns listade i Catalogue of Life.